# Acidosasa breviclavata
Acidosasa breviclavata är en gräsart som beskrevs av Wan Tao Lin. Acidosasa breviclavata ingår i släktet Acidosasa och familjen gräs. Inga underarter finns listade i Catalogue of Life.